# Le Pain (livre)
Pour le court-métrage de Hiam Abbass, voir Le Pain.
Le Pain est un livre d'anthropologie écrit par Élie Reclus et publié en 1909. Il décrit la culture du blé et la fabrication du pain. Il s'intéresse aux significations religieuses liées à cet aliment, qu'il décrit abondamment.